# Metauranospinite
La metauranospinite (simbolo IMA: Musp) è un raro minerale del gruppo della meta-autunite appartenente alla famiglia dei "fosfati, arseniati e vanadati" con composizione chimica Ca(UO2)2(AsO4)2 • 8(H2O).

## Etimologia e storia
Il minerale è stato chiamato meta-uranocircite da Paul Gaubert nel 1904 per indicare che altri non era che il minerale uranospinite disidratato [Ca(UO2)2(AsO4)2 • 10(H2O)), conclusione che ha tratto dai suoi studi su un campione di sintetico di materiale; tali studi sono stati ripresi e ampliati agli inizi degli anni '50 del secolo scorso.
Il trattino è stato rimosso in una ridenominazione da parte dell'IMA nel 2007.

## Classificazione
La metauranospinite è classificata nella Sistematica dei lapis (Lapis-Systematik) di Stefan Weiß nella classe dei "fosfati, arseniati e vanadati" e successivamente nella sottoclasse "fosfati/arseniati di uranile e vanadati di uranile con [UO2]2+ - [PO4]/[AsO4]3- e [UO2]2+ - [V2O8]6-, nonché vanadati isotipici (serie della sincosite)", dove forma il sistema nº VII/E.02-100.
Anche nella Classificazione Nickel-Strunz in vigore dal 2001 e aggiornata l'ultima volta dall'Associazione Mineralogica Internazionale (IMA) nel 2024 elenca la metauranospinite nella classe "8. Fosfati, arseniati, vanadati" e da lì nella sottoclasse "8.E Fosfati e arseniati di uranile"; questa è ulteriormente suddivisa in base al rapporto esistente tra le quantità del complesso uranile (UO2) e il complesso fosfato, arseniato o vanadato (RO4) in modo che il minerale possa essere trovato nella sezione "8.EB UO2:RO4 = 1:1" dove si trova insieme a lehnerite, bassetite, meta-autunite, metaheinrichite, metakahlerite, metakirchheimerite, metasaléeite, metatorbernite, metazeunerite, metauramphite, przhevalskite, metalodèvite, metanatroautunite, metanováčekite e metauranocircite e con le quali forma il sistema nº 8.EB.10.
Stessa cosa accade nella classificazione dei minerali secondo Dana, utilizzata principalmente nel mondo anglosassone: la metauranospinite è classificata nella sezione "fosfati idrati, ecc." e da lì nella sottosezione "fosfati idrati, ecc. con A2+(B2+)2(XO4) • x(H2O), contenente (UO2)2+", dove forma il sistema nº 40.02a.02 insieme all'uranocircite.

## Abito cristallino
La metauranospinite cristallizza nel sistema tetragonale nel gruppo spaziale P4/nmm (gruppo nº 129) con i parametri reticolari a = 7,14 Å e c = 17,00 Å e con 2 unità di formula per cella unitaria.

## Proprietà
La metauranospinite è un minerale radioattivo a causa del suo contenuto di uranio pari a circa il 47,51%. Tenendo conto delle proporzioni degli elementi radioattivi nella formula molecolare idealizzata e dei successivi decadimenti della serie di decadimento naturale, per il minerale viene fornita un'attività specifica di circa 85,036 kBq/g (per confronto, il potassio naturale ha un'attività specifica pari a 0,0312 kBq/g). Il valore indicato può variare in modo significativo a seconda del contenuto di minerali e della composizione degli stadi, ed è anche possibile l'arricchimento selettivo o l'arricchimento dei prodotti di decadimento radioattivo e modifica l'attività.

## Origine e giacitura
La metauranospinite è un minerale piuttosto raro ed è stata rinvenuta solo in pochi siti: a Jáchymov e Javorník (Repubblica Ceca); a Lodève (Francia).
In Germania è stata rinvenuta a Rottweil e Waldshut (Baden-Württemberg), a Sailauf (Baviera), a Imsbach (Renania-Palatinato), a Annaberg-Buchholz, Marienberg e Wolkenstein (in Sassonia).
Infine ci sono stati ritrovamenti anche nei distretti di Lubin e Polkowice (in Polonia); a Krasnokamensk (in Russia); nella municipalità locale di Beaufort West (in Sudafrica) e infine nelle contee statunitensi di San Juan (Colorado), Oxford (Maine) e Sussex (New Jersey).